# 三元論
三元論（さんげんろん trialism）とは哲学用語の一つ。これは森岡正博によって提唱された概念であり、人間の根源というのは「身体」「生命」「知」の三つということである。